# フリードリヒ・アウグスト3世 (ザクセン王)
フリードリヒ・アウグスト3世（Friedrich August III.、1865年5月25日 - 1932年2月18日）は、ザクセン王国の第7代国王（在位：1904年 – 1918年）。第6代ザクセン王ゲオルクとその王妃であったポルトガル女王マリア2世の王女マリア・アナ（1843年 - 1884年）の長男。全名はフリードリヒ・アウグスト・ヨハン・ルートヴィヒ・カール・グスタフ・グレゴール・フィリップ（Friedrich August Johann Ludwig Karl Gustav Gregor Philipp）。

## 来歴

### 軍人

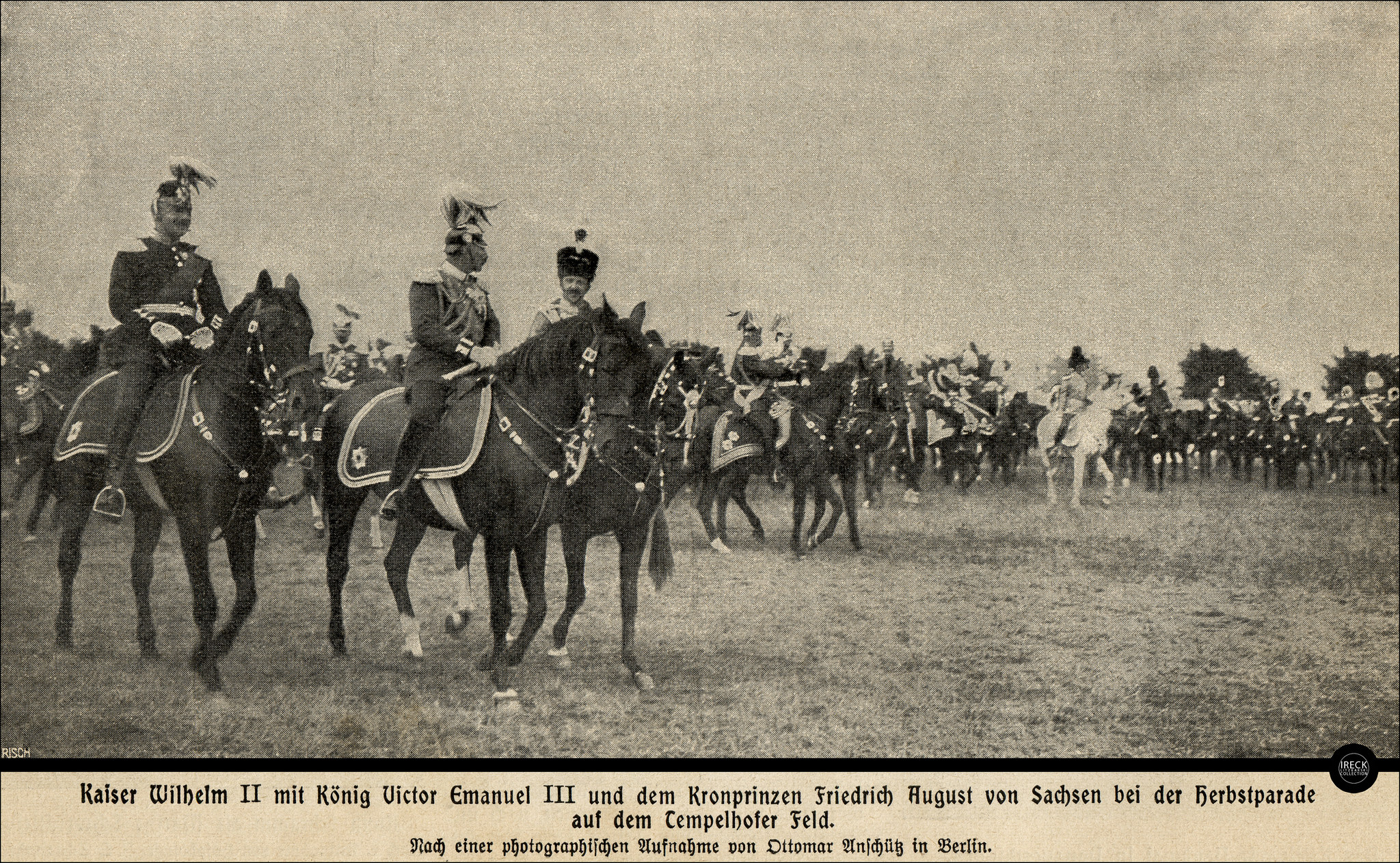
軍事演習に参加するフリードリヒ・アウグスト3世、ヴィルヘルム2世、ヴィットーリオ・エマヌエーレ3世（1902年）

1865年5月25日にゲオルクの第4子としてドレスデンで生まれ、9歳の時にノイシュタットの王立グラマースクールに入学し、物理学者アウグスト・テプラーの指導を受ける。1877年、12歳でザクセン陸軍中尉に任官する。1883年にアビトゥーアに合格し、1884年からストラスブール大学で、1885年からはライプツィヒ大学でそれぞれ法学・政治学・歴史学を学ぶ。在学中は研究のためオーストリア＝ハンガリー帝国、イギリス、イタリア王国、ギリシャ王国、中東を旅した。ザクセン王家の人間でライプツィヒ大学に入学したのはフリードリヒ・アウグスト3世が最初である。
1886年に大学を卒業するとザクセン陸軍に復帰し、中尉に昇進して第7擲弾兵連隊に配属される。フリードリヒ・アウグスト3世は王族として順当な昇進を続け、1894年に少将に昇進した。1895年5月22日に第23師団師団長に任命され、1902年8月25日まで務めた。師団長退任後の8月26日には第12軍団司令官に任命される。この間、6月に叔父アルベルト王が死去したため、父ゲオルクがザクセン王に即位し、それに伴い王太子となっている。

### ザクセン王

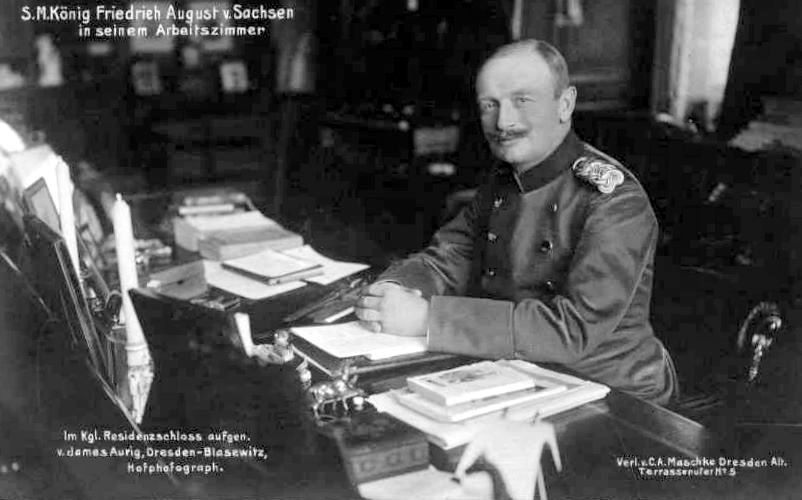
第一次世界大戦時のフリードリヒ・アウグスト3世

1904年10月15日、フリードリヒ・アウグスト3世は父王の死去によってザクセン王に即位した。彼は芸術と狩猟を好み、君主としては経済の促進を図り、他のドイツ王室とも分け隔てなく接したため、不人気だった父王のために失っていたザクセン国民からの信頼を回復した。1912年9月11日にはドイツ皇帝ヴィルヘルム2世を招いての軍事演習を成功させた功績により元帥に任じられた。
1918年11月、ドイツ革命が発生し、ザクセン王国でもドレスデン、ライプツィヒ、ケムニッツでレーテが結成された。フリードリヒ・アウグスト3世はザクセン軍に攻撃を控えるように命令し、11月13日に避難先のグーテボルン城で家臣たちに向かい退位を宣言した。退位は至って平和裏に行われ、国王退位を求めるレーテに対して「まあよかろう。これからは君たちが勝手にやるんだな」と述べて同意した。

### 晩年
退位後はシュレージエン、エルス地区のジュビレノルト（現在はポーランドのドルヌィ・シロンスク県オレシニツァ郡シュチョドレ）に家族と共に隠棲し、カナリア諸島、セイロン島、ブラジルに狩猟に行くなどして余生を過ごした。
1932年2月18日に隠居先のジビレノルト城で脳卒中を引き起こし、午後10時に死去した。遺体は23日にドレスデンに到着し、カトリック宮廷教会に埋葬された。棺はヴァイマル共和国軍が護衛し、3人の息子と元バイエルン王国の王太子ループレヒトが参列した。また、フリードリヒ・アウグスト3世の最期を見届けるため、ザクセン各地から50万人以上の人々がドレスデンに集まったという。
王太子であった長男のゲオルク（1893年 - 1943年）は聖職者への道を選んで1923年に王位継承権を放棄したため、ザクセン王家家長の地位は次男のフリードリヒ・クリスティアン（1893年 - 1968年）が嗣いだ。

## 人物
フリードリヒ・アウグスト3世の容姿について、妻のルイーゼは「ハンサムで顔立ちがしっかりした人」と述べている。また、王太子時代は「宗教的・道徳的に純粋で、率直な彼は模範的な摂政であり、人々が最も望む王族になるため努めていた。そのため、彼は高い人気を集めていた」と評価されていた。
登山を嗜み、グロースグロックナー山やアルプス山脈の山々を好んで登山していた。

## 子女

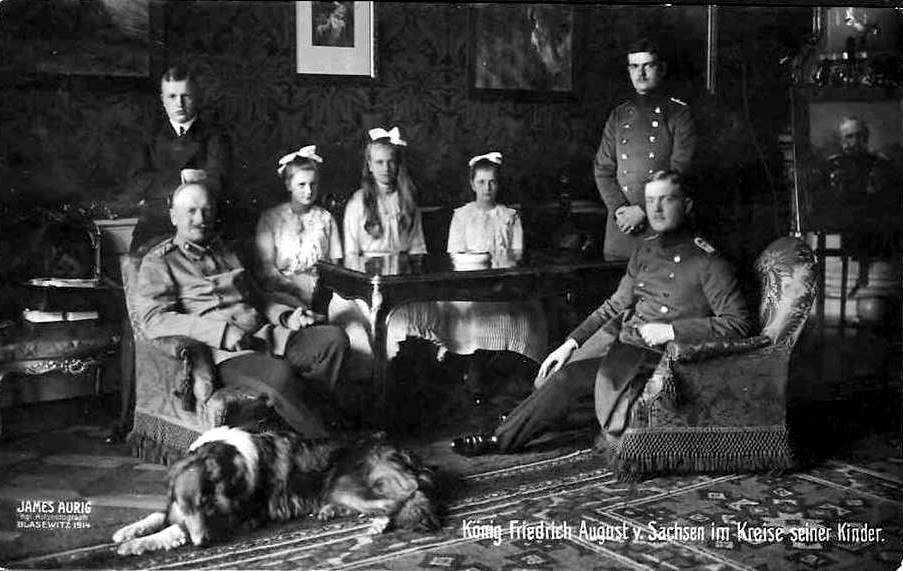
フリードリヒ・アウグスト3世と子供たち（1914年）

フリードリヒ・アウグスト3世は1891年11月21日にウィーンでトスカーナ大公フェルディナンド4世の大公女ルイーゼ（1870年 – 1947年）と結婚し、彼女との間に以下の三男四女をもうけた。しかし、ルイーゼは義父ゲオルクとの不和により夫との関係も悪化し、1902年12月にスイスに出奔する騒ぎが起きた。その後、1903年2月11日に離婚が成立した。
- フリードリヒ・アウグスト・ゲオルク・フェルディナント・アルブレヒト・カール・アントン・パウル・マルツェルス （1893年 - 1943年、王太子）
- フリードリヒ・クリスティアン・アルベルト・レオポルト・アンノ・ジルベスター・マカリウス （1893年 - 1968年、ザクセン王家家長）
- エルンスト・ハインリヒ・フェルディナント・フランツ・ヨーゼフ・オットー・マリア・メルキアデス （1896年 - 1971年）
- マリア・アリックス・カロラ （1898年）
- マルガレーテ・カロラ・ヴィルヘルミーネ・ヴィクトリア・アーデルハイト・アルベルティーネ・ペトルザ・ベルトラン・パウラ （1900年 - 1962年、ホーエンツォレルン＝ジグマリンゲン侯フリードリヒ妃）
- マリア・アリックス・ルイトポルダ・アンナ・ヘンリエッテ・ゲルマナ・アグネス・ダミアナ・ミヒャエラ （1901年 - 1990年、ホーエンツォレルン＝ジグマリンゲン侯子フランツ・ヨーゼフ妃）
- アンナ・モニカ・ピア （1903年 - 1976年、オーストリア大公ヨーゼフ・フランツ妃）

なお長男ゲオルクと次男フリードリヒ・クリスティアンがともに1893年生まれであるが、ゲオルクが1月生まれなのに対してフリードリヒ・クリスティアンは12月生まれであり、双子ではない。